# Stethynium iridos
Stethynium iridos är en stekelart som beskrevs av Girault 1938. Stethynium iridos ingår i släktet Stethynium och familjen dvärgsteklar. Inga underarter finns listade i Catalogue of Life.